# پیت هاید
پیت هاید (انگلیسی: Pitt Hyde؛ زادهٔ ۱ ژانویهٔ ۱۹۴۲) کارآفرین اهل ایالات متحده آمریکا است، که در سال ۱۹۷۹ شرکت آتوزون را تأسیس کرد.